# Melanoplus bowditchi
Melanoplus bowditchi är en insektsart som beskrevs av Scudder, S.H. 1878. Melanoplus bowditchi ingår i släktet Melanoplus och familjen gräshoppor.

## Underarter
Arten delas in i följande underarter:
- M. b. bowditchi
- M. b. canus